# ハーリド・アズィーズ
ハーリド・アズィーズ（Khaled Aziz Al-Thaker、1981年7月14日 - ）は、サウジアラビアの元サッカー選手。元サウジアラビア代表。ポジションはミッドフィールダー。

## 経歴
2005年にサウジアラビア代表デビュー。2006 FIFAワールドカップのメンバーにも選ばれ、グループステージ全3試合に出場。AFCアジアカップ2007では5試合に出場、準優勝した。2009年までに64試合に出場、1得点をあげた。

## 代表歴

### 出場大会
- サウジアラビア代表
  - 2006 FIFAワールドカップ

### 試合数
- 国際Aマッチ 64試合 1得点（2005年-2009年）[1]

| サウジアラビア代表 | 国際Aマッチ | 国際Aマッチ |
| 年                 | 出場        | 得点        |
| ------------------ | ----------- | ----------- |
| 2005               | 15          | 0           |
| 2006               | 16          | 1           |
| 2007               | 10          | 0           |
| 2008               | 16          | 0           |
| 2009               | 7           | 0           |
| 通算               | 64          | 1           |